# Pseudosimochromis curvifrons
Pseudosimochromis curvifrons (Pseudosimochromis = falscher Simochromis + lat.: „curvus“ = gebogen) ist eine Buntbarschart, die in der Mitte und im Süden des ostafrikanischen Tanganjikasee vorkommt. Am nördlichen Ende des Sees fehlt die Art.

## Merkmale
Pseudosimochromis curvifrons kann eine Länge von 14 cm erreichen. Er hat einen seitlich stark abgeflachten, relativ hohen Körper. Der Kopf ist kurz und hoch mit steilem, fast senkrechten Stirnprofil und einem kleinen, weit unten stehenden Maul. Die nördliche Population der Art ist bräunlich olivfarben bis jadegrün, die südliche blau gefärbt. Auf den Körperseiten hat der Fisch neun bis zehn senkrechte Bänder, die je nach Stimmung scharf abgegrenzt bis völlig unsichtbar sind. Die Flossen sind gräulich. Die Rückenflosse ist etwas dunkler und hat einen orangefarbenen Saum. Die Männchen zeigen auf der Afterflosse orangefarbene Eiflecke.

## Lebensweise
Pseudosimochromis curvifrons ist selten und bewohnt, wie die Arten der Gattung Simochromis, die Felsufer des Tanganjikasees. Er ernährt sich von den darauf wachsenden Algen. Der Fisch vermeidet größere Tiefen und wird vor allem in Bereichen oberhalb einer Wassertiefe von zehn Metern beobachtet. Pseudosimochromis curvifrons ist ein Maulbrüter. Eier und Jungfische bis zu einer Länge von 2,2 cm werden vom Weibchen zum Schutz ins Maul genommen.

## Systematik
Die Fischart wurde 1942 durch den belgischen Ichthyologen Max Poll unter dem wissenschaftlichen Namen Simochromis curvifrons beschrieben und 1977 vor allem wegen der von Simochromis abweichenden Kopfform durch Nelissen der neu aufgestellten Gattung Pseudosimochromis zugeordnet.